# 야마구치 마사유키
야마구치 마사유키(일본어: 山口 正幸 산구정행[*]: 1961년 1월 3일)는 일본의 애니메이션 연출가다. 마사유키(일본어: 摩砂雪 마사설[*])라는 예명을 사용한다. 나가노현 출신, 혈액형 A형.
도쿄 디자이너학원 애니메이션과(현 도쿄 넷웨이브) 졸업 후 스튜디오 자이언츠에 합류했다. 수많은 텔레비전 애니메이션 작화가로 참여하여 경험을 쌓은 뒤 1987년 가이낙스의 《왕립우주군》 제작에 참여, 《신비한 바다의 나디아》 연출 및 작화감독을 담당했다. 일세의 화제작 《신세기 에반게리온》에서는 츠루마키 카즈야와 함께 조감독으로서 총감독 안노 히데아키를 보좌하여 수많은 직책을 소화했다.
가이낙스 작품 외에도 《제도물어》, 《마크로스 플러스》 등에서 캐릭터 디자인, 작화감독 등을 담당했다. 현재 안노가 설립한 스튜디오 카라에서 상담역을 맡고 있다.